# Филипп Вильгельм Август Нейбургский
Филипп Вильгельм Август Нейбургский (19 ноября 1668, Нойбург-на-Дунае — 5 апреля 1693, Рейхштадт) — одиннадцатый ребёнок и восьмой сын в семье курфюрста и курфюрстины Пфальца Филиппа Вильгельма и Елизаветы Амалии. Он родился в Нойбурге во дворце своих родителей.

## Биография
В 1689 году Филипп Вильгельм совершил длительное путешествие по Италии, посетив свою сестру в Вене и брата в Бреслау. Не достигнув успеха в гражданской службе, Филипп Вильгельм поступил на военную.
29 октября 1690 года в Роуднице-над-Лабем Филипп Вильгельм женился на Марии Анне, дочери герцога Саксен-Лауэнбурга Юлия Франца. Свадьба была скромной из-за траура по недавно скончавшемуся отцу жениха. У пары было двое детей, одна из которых дожила до взрослого возраста:
- Леопольдина Элеонора Елизавета Августа (22 октября 1691 — 8 марта 1693);
- Мария Анна Каролина Луиза Франциска (30 января 1693 — 12 сентября 1751) вышла замуж за герцога Фердинанда Марию Баварского.

Филипп Вильгельм умер в возрасте 24 лет после семи дней пребывания в лихорадке. Он похоронен в приходской церкви города Закупи.